# Maurice Depauw (1924-1993)
Ne doit pas être confondu avec Achiel Depauw.
Maurice Depauw, né le 17 septembre 1924 à Châtelet et mort le 21 mars 1993 à Châtelet, est un coureur cycliste belge, spécialiste de la piste, américaines et six jours.

## Biographie
Il est le fils du coureur Maurice Depauw (1904-1981). Son père l'emmène souvent à l'entrainement sur les pavés du Borinage. Il commence à courir en 1940 sur route chez les amateurs. Il gagne la plupart de ses courses au sprint. Il passe professionnel à 20 ans. Il abandonne la route pour se consacrer à la piste et en particulier aux américaines.
Fin 1950, la marque de cycles Colomb l'engage pour disputer, après la saison sur piste 1951, trois classiques en France dont Paris-Roubaix et Paris-Tours,.
En 1951, il s'associe avec Stan Ockers pour les américaines et les six jours.
En 1952, il revient à la route et court le Het Volk,.
En 1953, il s'essaye au demi-fond et court le match des 4 nations à Vincennes.

## Palmarès
- 1946
  - Six Heures de Gand avec Marcel Lavaux[8]
- 1947
  - Prix Raynaud-Dayen avec Ernest Thyssen[9]
  - 2e des Six Jours de Bruxelles avec Ernest Thyssen

- 1948
  - Prix Goullet-Fogler avec Ernest Thyssen[10]
  - 2e des Six Jours d'Anvers avec Edward Thyssen
  - 2e du Prix Hourlier-Comès avec Ernest Thyssen

- 1949
  - Six Jours de Munich avec Robert Naeye
  - 3e des Six Jours d'Anvers avec Robert Naeye

- 1950
  - 2e des Six Jours de Saint-Étienne avec Ernest Thyssen

- 1952
  - 3e des Six Jours de Barcelone avec Ernest Thyssen